# Castello Malaspina di Tresana
Il castello Malaspina di Tresana è una struttura militare, oggi ad uso civile, a Tresana in provincia di Massa Carrara.

## Storia e descrizione
Situato su una rocca che domina la stretta piana alluvionale del fiume Osca, affluente del Magra, il castello fu eretto in una posizione naturalmente difendibile, grazie ai pendii ripidi e alle pareti quasi verticali, e ideale per gli avvistamenti. 
Appartenuto ai marchesi Malaspina dello "Spino secco", è composto da una struttura più antica, fatta di una torre quadrangolare imponente, alta circa 27 metri, risalente all'XI-XII secolo, e da un ampliamento dei secoli XIV-XV, composto da una grande torre a base circolare accanto all'altra. Nel 1565, per volere dell'imperatore Massimiliano II d'Asburgo, Tresana e il suo castello divennero un feudo indipendente, con Guglielmo Malaspina investito del titolo e, nel 1571, del diritto di battere moneta. Tuttavia, a partire dal 1588, la Zecca di Tresana fu tristemente nota per la falsificazione di monete, inclusi esemplari dello Stato Pontificio, il che portò alla scomunica del marchese e della comunità da parte di papa Clemente VIII.
Il periodo successivo fu molto turbolento, con la popolazione di Tresana che si rivoltò contro i marchesi Malaspina. Nel 1650, il marchese Iacopo fu ucciso da un colpo d'archibugio mentre saliva una scala esterna del castello, e l'anno seguente, il marchese Guglielmo II morì per un colpo apoplettico durante una cena. Senza eredi legittimi, il feudo fu occupato dagli Spagnoli e nel 1660 venduto ai principi Corsini di Firenze. Nel 1797, i Francesi al seguito di Napoleone ne presero il controllo. Dopo la sconfitta di Napoleone e il Congresso di Vienna, il castello tornò ai Corsini, che lo vendettero nel 1856. Già in pessime condizioni, il castello cadde definitivamente in rovina e fu abbandonato.
Nel 2009, la Fondazione Maneschi ne divenne proprietaria e dal 2010 ne ha curato il restauro, in particolare della torre quadrangolare, che è interamente visitabile, mentre la torre rotonda è parzialmente crollata e dotata di un unico ambiente interno voltato.